# Chevrolet Cobalt SS

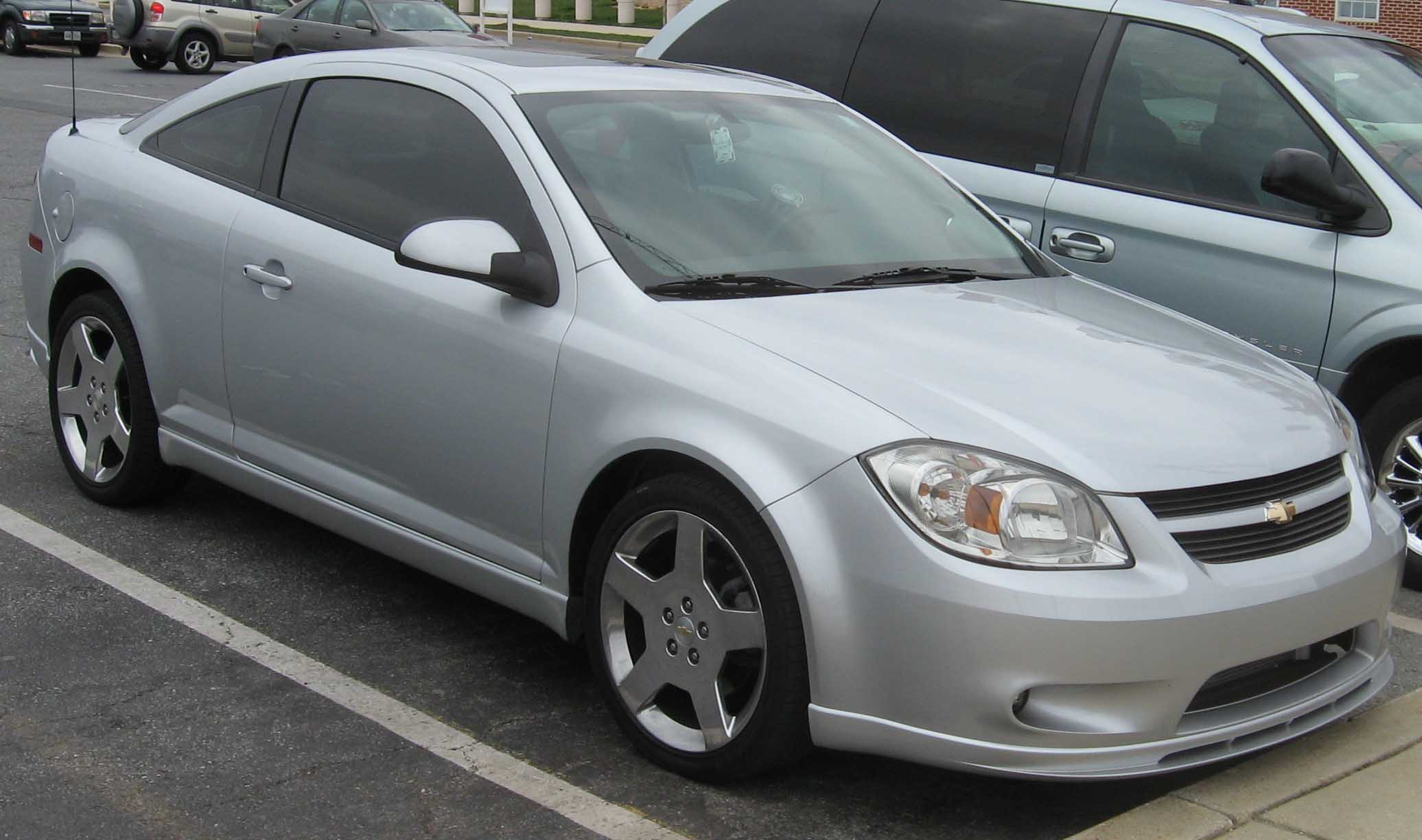
Chevrolet Cobalt SS купе

Chevrolet Cobalt SS — серия высокотехнологичных версий Chevrolet Cobalt. Cobalt SS дебютировал с 205 л. с. (153 кВт) сильным турбированным 2-литровым двигателем в конце 2004 года.
Chevrolet снял с производства линейку автомобилей Cobalt в 2010 модельном году, заменив его на разработанный в Европе Cruze.